# Florencia Habif
Florencia Habif (Buenos Aires, 22 augustus 1993) is een Argentijns hockeyster. Ze nam tweemaal deel aan de Olympische Zomerspelen en won hierbij een zilveren medaille. Habif werd in januari 2015 tijdens de World Hockey Player of the Year-verkiezing uitgeroepen tot talent van het jaar 2014.
Habif komt uit voor de Argentijnse hockeyploeg en werd geselecteerd voor de Argentijnse selectie voor de Olympische Zomerspelen 2012. In 2012, op de Olympische Spelen in Londen, was Nederland te sterk in de strijd om de olympische titel. Argentinië slaagde erin om de finale te bereiken, maar daarin werd er met 2-0 verloren van Nederland.
Daarnaast won ze drie keer de Champions Trophy, in 2012, 2014 en 2016.

## Erelijst
- 2011 –  Champions Trophy te Amstelveen (Ned)
- 2012 –  Champions Trophy te Rosarío (Arg)
- 2012 –  Olympische Spelen te Londen (Eng)
- 2014 –  WK hockey te Den Haag (Ned)
- 2014 –  Champions Trophy te Mendoza (Arg)
- 2015 –  Pan-Amerikaanse Spelen te Toronto (Can)
- 2015 –  Hockey World League te Rosario (Arg)
- 2016 –  Champions Trophy te Londen (Eng)
- 2018 –  Champions Trophy te Changzhou (Chn)

## Onderscheidingen
- 2014 – FIH Junior Player of the World